# Травезио
Травезио (итал. Travesio) — коммуна в Италии, располагается в регионе Фриули-Венеция-Джулия, в провинции Порденоне.
Население составляет 1839 человек (2008 г.), плотность населения составляет 63 чел./км². Занимает площадь 28 км². Почтовый индекс — 33090. Телефонный код — 0427.
Покровителем коммуны почитается святой апостол Пётр, празднование 29 июня.

## Демография
Динамика населения:

## Администрация коммуны
- Официальный сайт: http://www.comune.travesio.pn.it/